# Governador Jorge Teixeira
Governador Jorge Teixeira è un comune del Brasile nello Stato di Rondônia, parte della mesoregione del Leste Rondoniense e della microregione di Ji-Paraná.